# 蔣碧玉
蔣碧玉（1921年—1995年1月9日），又名蔣蘊瑜，養父蔣渭水為台灣日治時期知名社會運動人士，中國統一聯盟執行委員，白色恐怖政治受難者，臺北帝國大學護士班畢業後擔任護士，與鍾浩東前往中国大陆參加抗日戰爭 ，1946年鍾浩東擔任基隆中學校長，並組織基隆市工作委員會，光明報事件後遭到逮捕，蔣碧玉因涉及基隆市工作委員會案遭管訓半年，1988年任中國統一聯盟執行委員，終身致力於兩岸統一運動。

## 生平

### 蔣渭水之女
蔣碧玉，生於1921年台北市永樂町，原是蔣渭水胞妹蔣花之女，生父戴旺枝家境富裕，對蔣渭水傾囊支持，由於蔣渭水的妾室陳甜很喜歡蔣碧玉，因此過繼給蔣渭水作女兒，由於蔣渭水從事社會運動，經常遭到日警盯哨，1927年蔣碧玉就讀蓬萊公學校，蔣渭水經常藉接送蔣碧玉與日警大玩捉迷藏，由蔣碧玉溜進人力車引誘日警追趕，自己則前往從事政治活動。
1933年蔣碧玉畢業後進入臺北帝國大學護士班就讀，1935年畢業後擔任台北帝國大學病院護士，1937年蔣碧玉認識了因病入院的鍾和鳴（鍾浩東），當時鍾和鳴就讀台北高校，由於受到養父蔣渭水影響，蔣碧玉具有民族與反日意識，而鍾和鳴也是嚮往祖國，並且十分推崇蔣渭水，於是兩人便開始交往，結識許強、蕭道應等志同道合的朋友，並計畫前往大陸參加抗日戰爭。

### 參加抗戰
1940年1月，鍾和鳴、李南峰與蔣碧玉抵達上海等待蕭道應夫婦，在當地做米糧生意累積些資金，1940年7月與蕭道應夫婦從香港進入廣州，並在打聽消息後決定徒步前往附近仍由中央政府控制的區域。搭船前往惠陽，在進入該區域後，他們隨即被守軍攔下並關押於當地軍營；在口語幾乎無法溝通的情況下被懷疑為日本所派出的間諜，險些遭到處決。幸好，丘念台在聽聞消息後隨即現身並與之相談，才知道邱先生認識蔣渭水先生，一行人重獲自由。隨後，他們自願加入當地的工作計畫，並輾轉前往多個鄉鎮協助安定當地居民生活。在抵達廣東曲江時，蔣碧玉與黃怡珍分別產下一子鍾繼堅，但因現實條件所迫，只好交由司令張發奎之妹轉送他人領養。此後，他們加入了由丘念台所領導的東區服務隊；鍾和鳴也自此改名鍾浩東，繼續從事抗日活動，在廣東地區協助翻譯日文資訊、進行醫護工作，興辦學校教育孩童與婦女。此後，鍾浩東與丘念台成立「粵東工作團」並加入中國國民黨黨部，致力於聯繫台灣同鄉以交流訊息及招募同志 。

### 幌馬車之歌
1945年抗日戰爭後，蔣碧玉與鍾浩東返台，蔣碧玉在台北廣播電台工作，鍾浩東由於在中國辦學的經驗希望辦學然而無法執行，1946年8月鍾浩東受聘為基隆中學校長，1947年二二八事件後，鍾浩東思想左傾，受蔣碧玉胞弟戴傳李同學詹世平介紹加入中國共產黨，1947年9月成立「中國共產黨基隆中學支部」，吸收群眾加入並組織讀書會，刊印光明報作為地下黨人精神刊物，1949年8月光明報遭當局查獲，並很快地查到基隆市工作委員會，鍾浩東與多名成員遭到逮捕，蔣碧玉與胞妹戴芷芳、胞弟戴傳李，也都因此被捕入獄。蔣碧玉因沒有參加中國共產黨而被判感訓，1950年8月被捕入獄，1951年1月釋放，感訓刑期半年，其夫鍾浩東被判處死刑，1950年10月14日，在獄友合唱幌馬車之歌送別下被押解離獄，槍決於馬場町。

### 晚年
感化出獄後，蔣碧玉撫養二子繼東、佐民成人，1990年代黨外運動興起，台灣的政治氣候漸趨寬鬆，蔣碧玉開始接受訪問，由藍博洲將蔣碧玉與鍾浩東的故事撰寫成傳記文學《幌馬車之歌》並改編成電影《好男好女》，開啟白色恐怖時期歷史學術研究新頁。1988年，「中國統一聯盟」成立，蔣碧玉當選第一屆執行委員。並參加「台灣地區政治受難人互助會」、「勞動黨」，致力於兩岸統一運動
，1995年癌症病逝於台北耕莘醫院。

### 子女
- 長子：鍾繼堅
- 次子：鍾繼東
- 三子：鍾佐民